# Nhị Châu
Nhị Châu là một phường thuộc thành phố Hải Dương, tỉnh Hải Dương, Việt Nam.

## Địa lý
Phường Nhị Châu nằm ở phía đông thành phố Hải Dương, có vị trí địa lý:
- Phía đông giáp phường Nam Đồng
- Phía tây giáp phường Bình Hàn và phường Quang Trung
- Phía nam giáp phường Trần Hưng Đạo và phường Ngọc Châu
- Phía bắc giáp xã An Thượng và phường Nam Đồng với ranh giới là sông Thái Bình.

Phường có diện tích 3,17 km², dân số năm 2018 là 10.933 người, mật độ dân số đạt 3.449 người/km².

## Hành chính
Phường Nhị Châu được chia thành 6 khu dân cư.

## Lịch sử
Phường Nhị Châu được thành lập vào ngày 23 tháng 9 năm 2009 trên cơ sở điều chỉnh 318,25 ha diện tích tự nhiên và 6.824 người của phường Ngọc Châu.
Ngày 16 tháng 10 năm 2019, Ủy ban Thường vụ Quốc hội ban hành Nghị quyết số 788/NQ-UBTVQH14 về việc sắp xếp các đơn vị hành chính cấp huyện, cấp xã thuộc tỉnh Hải Dương (nghị quyết có hiệu lực từ ngày 1 tháng 12 năm 2019). Theo đó:
- Điều chỉnh 0,03 ha diện tích tự nhiên của phường Quang Trung về phường Nhị Châu
- Điều chỉnh 2,78 ha diện tích tự nhiên và 150 người của phường Nhị Châu về phường Quang Trung.

Sau khi điều chỉnh địa giới hành chính, phường Nhị Châu có 317,56 ha diện tích tự nhiên và 10.933 người.